# المجلة التونسية
المجلة التونسية بالفرنسية (Revue Tunisienne) هي مجلة أصدرها معهد قرطاج في عام 1894 بمشاركة عدد من المستشرقين وقد واصلت صدورها لتنقطع عام 1948. وفي عام 1953 صدرت مجلة جديدة تحمل عنوان الكراسات التونسية التي اعتبرت للمجلة التونسية.